# Никольский, Николай Сергеевич
Николай Сергеевич Никольский (1913, Серпухов — 2001, Москва) — советский военно-политический деятель, писатель, участник и автор книг о Великой Отечественной войне. Герой Советского Союза (1944), гвардии полковник (10.08.1943).

## Биография
Николай Сергеевич родился 15 сентября 1913 года в городе Серпухове, в семье служащего. Окончил среднюю школу. В 1934 году закончил Лебедянский зоологический техникум (Саратовская область). После срочной службы в Рабоче-крестьянской Красной армии в 1935—1937 годы, работал в совхозах Саратовской и Калининской областей. Член ВКП(б) с 1932 года. В 1941 году окончил высшую школу партийных организаторов при ЦК ВКП(б) и сокращённые курсы при Военно-политической академии им. В. И. Ленина.

### Во время Великой Отечественной войны
С июня 1941 г. по мобилизации ЦК ВКП(б) в Красной армии. На фронтах Великой Отечественной войны с сентября 1941 года. С осени 1941 года — военный комиссар 75-й морской стрелковой бригады, которая в декабре 1941 года была реорганизована в 3-ю гвардейскую стрелковую бригаду, а 21 мая 1942 г. на её базе сформирована 27-я гвардейская стрелковая дивизия. Участник разгрома немецко-фашистских войск под Москвой, Сталинградской битвы, освобождения Украины. В связи с отменой института военных комиссаров в Красной армии и введением единоначалия 15 декабря 1942 г. старший батальонный комиссар Никольский был переаттестован в подполковника.
С 16 июня 1943 года по 16 февраля 1944 года — заместитель командира по политической работе и начальник политотдела 39-й гвардейской стрелковой дивизии (8-я гвардейская армия, 3-й Украинский фронт). Вёл целенаправленную и эффективную политическую работу в дивизии, мобилизовал воинов на успешное форсирование Днепра и освобождение города Днепропетровск 25 октября 1943 года, а 14 февраля 1944 года — стратегически важного железнодорожного узла Апостолово.
Был тяжело ранен и контужен.
Звание Героя Советского Союза присвоено 22 февраля 1944 года (медаль № 3303). Войну закончил в Берлине.

### В послевоенное время
Возглавлял в Ленинграде политотдел дважды Краснознаменного военно-политического училища. В 1951 году окончил Ленинградский государственный университет, в 1955 году Военную академию Генерального штаба.
С 23 мая 1962 года в запасе. Жил в Москве. Работал заведующим военной редакцией Большой Советской Энциклопедии, заместителем главного редактора журнала «Военные знания».
Член Союза писателей СССР и России с 1979 года. Автор более 10 книг о Великой Отечественной войне.
Умер 12 апреля 2001 года. Похоронен на Троекуровском кладбище (участок 4).

## Награды

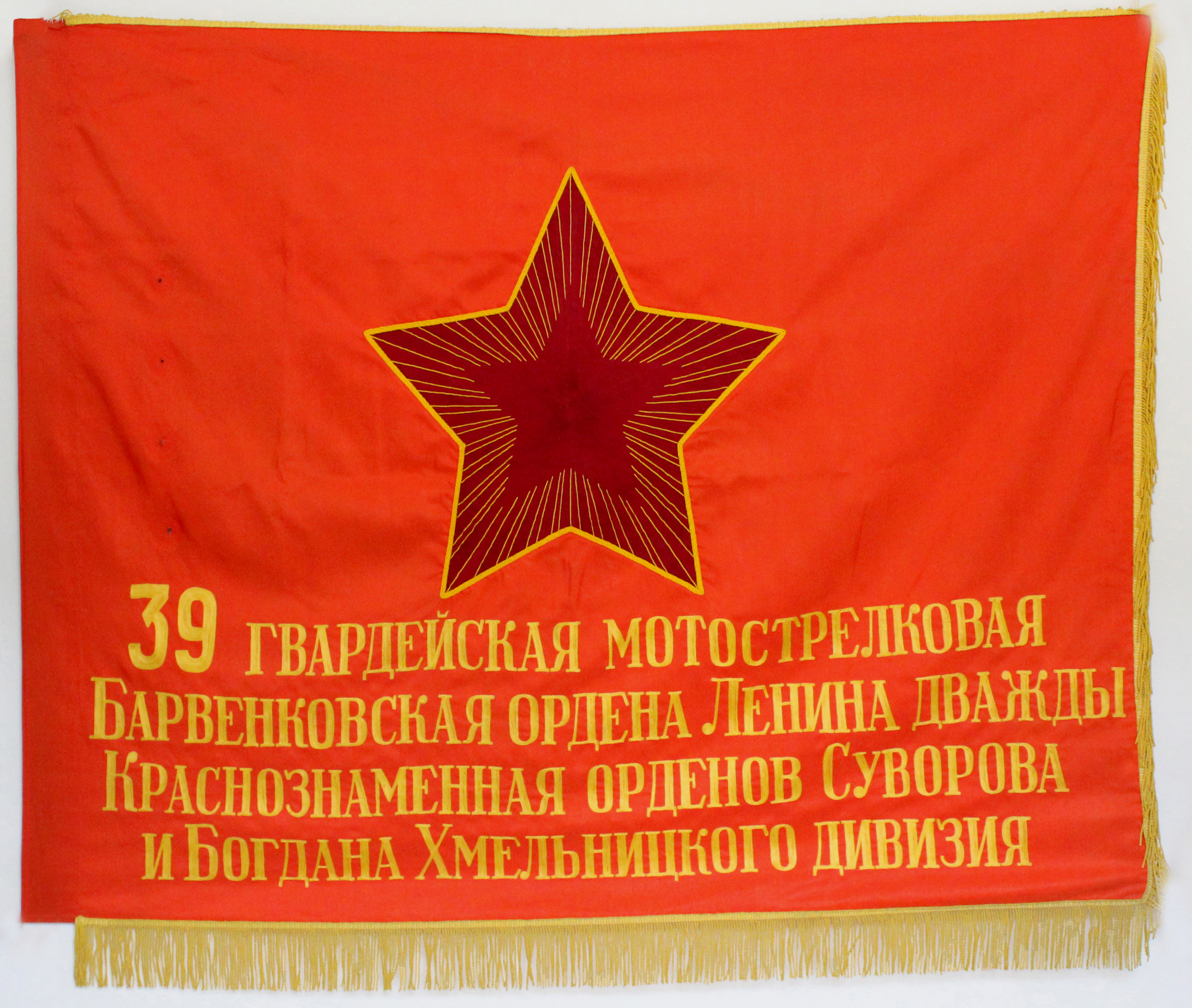
Знамя 39-й гвардейской мотострелковой дивизии.

- Звание Герой Советского Союза. Указ Президиума Верховного Совета СССР от 22 февраля 1944 года:
  - орден Ленина,
  - медаль «Золотая Звезда» № 3303;
- Орден Красного Знамени[3];
- Орден Красного Знамени[4];
- Орден Красного Знамени[5];
- Орден Отечественной войны I степени;
- Орден Отечественной войны I степени[6];
- Орден Красной Звезды[7];
- Медаль «За боевые заслуги»;
- Медаль «За оборону Москвы»;
- Медаль «За оборону Сталинграда»[2];
- Медаль «За победу над Германией в Великой Отечественной войне 1941—1945 гг.». Указ Президиума Верховного Совета СССР от 9 мая 1945 года;
- Юбилейные медали СССР.

## Сочинения
- Никольский Н. С. Тоня: док. повесть / Н. С. Никольский. — М.: ДОСААФ, 1973. — 128 с.: ил.
- Никольский Н. С. Дерзкий рейд: [повести] / Н. С. Никольский. — М.: Моск. рабочий, 1978. — 334 с.: ил. — Содерж.: Тоня; Под Сталинградом: док. повести; Дерзкий рейд: повесть.
- Никольский Н. С. За линией фронта: док. повести / Н. С. Никольский. — М.: Воениздат, 1978. — 319 с.: ил. — (Библиотека юного патриота). — Содерж.: Бессмертный экипаж; За линией фронта.
- Никольский Н. С. В огне битвы: док. повесть / Н. С. Никольский. — М.: Моск. рабочий, 1983. — 367 с.
- Никольский Н. С. Из первого выпуска / Н. С. Никольский // Великая Отечественная в письмах / сост. В. Г. Гришин. — 2-е изд., доп. — М.: Политиздат, 1983. — С. 51—52.
- Никольский Н. С. Комиссары: док. повесть и очерки / Н. С. Никольский. — М.: ДОСААФ, 1984. — 143 с.: ил. — Содерж.: До последнего дыхания; Два комиссара; Политрук Анна; Такой уж он, Морозов…; Резерв комбата; Схватка; Комиссар в бою; В излучине Дона; Под Сталинградом; Огонь «катюш» на себя; Короткий разговор; На огненном плацдарме; Подвиг комдива; На Западном Буге.
- Никольский Н. С. В двух битвах: повесть / Н. С. Никольский. — М.: Моск. рабочй, 1985. — 443 с.
- Никольский Н. С. Моряки на Ловати: док. повесть / Н. С. Никольский.- М.: Воениздат, 1986. — 252 с.